# Startup.com – Vom Aufstieg und Ende eines amerikanischen Traums
Der Dokumentarfilm Startup.com – Vom Aufstieg und Ende eines amerikanischen Traums begleitet die zwei Gründer einer Dotcom-Firma namens GovWorks.com von der Ideenfindung und Geschäftsgründung über große Erfolge bis hin zum völligen Untergang ihrer Firma.

## Hintergrund
Die Idee zu diesem Dokumentarfilm der beiden Filmemacherinnen Chris Hegedus und Jehane Noujaim war, die rasante Entwicklung einer Dotcom-Firma zu begleiten. In den Jahren 1998 und 1999 begleiteten sie über ein Jahr lang täglich die Hauptakteure Kaleil Isaza Tuzman und Tom Herman und konnten schließlich aus über 400 Stunden Filmmaterial auswählen. Aus der ursprünglichen Filmvorlage entwickelte sich nicht nur der Aufstieg der Firma, sondern in einzigartiger Weise auch ihr Untergang. Zu den Hauptmotiven des Films zählen nicht nur der Dotcom-Boom und die New Economy, sondern auch Gier und Egoismus auf Seiten der Hauptakteure.
Ein ähnliches Thema hat der Film Weltmarktführer – Die Geschichte des Tan Siekmann von Klaus Stern, der den zweimaligen Aufstieg und Fall von Tan Siekmann und dessen Firma Biodata dokumentiert.

## Auszeichnungen
Der Film konnte neun Preise gewinnen, darunter einen KCFCC Award als Beste Dokumentation.